# 松岡大起
松岡 大起（まつおか だいき、2001年6月1日 - ）は、熊本県熊本市南区出身のプロサッカー選手。Jリーグ・アビスパ福岡所属。ポジションはミッドフィールダー（MF）。元日本代表。

## 来歴

### クラブ

#### サガン鳥栖
サガン鳥栖のアカデミー出身。2018年 と2019年に2種登録され、2018年6月6日に天皇杯2回戦・多度津FC戦で途中出場し公式戦初出場。2019年3月2日のJリーグ・第2節ヴィッセル神戸戦ではリーグ戦でトップチーム先発フル出場を果たした。同年6月、クラブ史上初となる高校3年生でトップ昇格を果たした。トップ昇格1年目からスタメンの座を多くの試合で掴み同年はリーグ戦23試合に出場した。翌2020年もシーズン開幕よりスタメン出場をシーズン通じて続け、リーグ戦32試合と前年より更に出場機会を伸ばし、不動の主力に成長した。
2021年も開幕からスタメンの座を守りチームの躍進に貢献している中、その活躍が認められた。

#### 清水エスパルス
2021年8月2日に完全移籍での清水エスパルス加入が発表された。
2022年終了後、海外移籍を試みたものの、目標であるヨーロッパからのオファーは無く、2023年もチームに残留。
2023年は開幕から3試合に出場していたが、3月19日にブラジル2部のグレミオ・ノヴォリゾンチーノへ期限付き移籍することが発表された。

#### アビスパ福岡
2023年12月30日、アビスパ福岡へ完全移籍した。

### 代表
2019年5月、トゥーロン国際大会に挑むU-22日本代表に飛び級で選出された。
2022年1月、それまでに｢キリンチャレンジカップ2022」ウズベキスタン戦のメンバーに招集されていた前田大然、旗手怜央のセルティックFCへの移籍により両選手が不参加となったため、鈴木唯人と共に追加招集されることが決まった。これにより20歳でA代表初選出となった。

## 所属クラブ
- ソレッソ熊本 (熊本市立田迎小学校)
- ソレッソ熊本 (熊本市立託麻中学校)
- サガン鳥栖U-18（佐賀県立高志館高等学校）
  - 2018年3月 - 同年12月  サガン鳥栖（2種登録選手）
  - 2019年1月 - 同年5月  サガン鳥栖（2種登録選手）
- 2019年6月 - 2021年7月  サガン鳥栖
- 2021年8月 - 2023年12月  清水エスパルス
  - 2023年3月 - 同年11月  グレミオ・ノヴォリゾンチーノ（期限付き移籍）
- 2024年 -  アビスパ福岡

## 個人成績
| 国内大会個人成績 | 国内大会個人成績   | 国内大会個人成績 | 国内大会個人成績 | 国内大会個人成績 | 国内大会個人成績 | 国内大会個人成績 | 国内大会個人成績 | 国内大会個人成績 | 国内大会個人成績 | 国内大会個人成績 | 国内大会個人成績 |
| 年度             | クラブ             | 背番号           | リーグ           | リーグ戦         | リーグ戦         | リーグ杯         | リーグ杯         | オープン杯       | オープン杯       | 期間通算         | 期間通算         |
| 年度             | クラブ             | 背番号           | リーグ           | 出場             | 得点             | 出場             | 得点             | 出場             | 得点             | 出場             | 得点             |
| 日本             | 日本               | 日本             | 日本             | リーグ戦         | リーグ戦         | リーグ杯         | リーグ杯         | 天皇杯           | 天皇杯           | 期間通算         | 期間通算         |
| ---------------- | ------------------ | ---------------- | ---------------- | ---------------- | ---------------- | ---------------- | ---------------- | ---------------- | ---------------- | ---------------- | ---------------- |
| 2018             | 鳥栖               | 42               | J1               | 0                | 0                | 0                | 0                | 1                | 0                | 1                | 0                |
| 2019             | 鳥栖               | 41               | J1               | 23               | 0                | 4                | 0                | 3                | 0                | 30               | 0                |
| 2020             | 鳥栖               | 41               | J1               | 32               | 0                | 1                | 0                | 0                | 0                | 33               | 0                |
| 2021             | 鳥栖               | 41               | J1               | 21               | 0                | 2                | 0                | 2                | 0                | 25               | 0                |
| 2021             | 清水               | 33               | J1               | 15               | 0                | 0                | 0                | 0                | 0                | 15               | 0                |
| 2022             | 清水               | 33               | J1               | 22               | 0                | 3                | 0                | 0                | 0                | 25               | 0                |
| 2023             | 清水               | 8                | J2               | 3                | 0                | 1                | 0                | 0                | 0                | 4                | 0                |
| ブラジル         | ブラジル           | ブラジル         | ブラジル         | リーグ戦         | リーグ戦         | ブラジル杯       | ブラジル杯       | オープン杯       | オープン杯       | 期間通算         | 期間通算         |
| 2023             | ノヴォリゾンチーノ | 88               | セリエB          | 0                | 0                | 0                | 0                | 0                | 0                | 0                | 0                |
| 日本             | 日本               | 日本             | 日本             | リーグ戦         | リーグ戦         | リーグ杯         | リーグ杯         | 天皇杯           | 天皇杯           | 期間通算         | 期間通算         |
| 2024             | 福岡               | 88               | J1               | 36               | 2                | 1                | 0                | 2                | 2                | 39               | 4                |
| 2025             | 福岡               | 88               | J1               |                  |                  |                  |                  |                  |                  |                  |                  |
| 通算             | 日本               | 日本             | J1               | 149              | 2                | 11               | 0                | 8                | 2                | 168              | 4                |
| 通算             | 日本               | 日本             | J2               | 3                | 0                | 1                | 0                | 0                | 0                | 4                | 0                |
| 通算             | ブラジル           | ブラジル         | セリエB          | 0                | 0                | 0                | 0                | 0                | 0                | 0                | 0                |
| 総通算           | 総通算             | 総通算           | 総通算           | 152              | 2                | 12               | 0                | 8                | 2                | 172              | 4                |

- 2018年-2019年5月31日は2種登録選手

出場歴
- 公式戦初出場 - 2018年6月6日 天皇杯2回戦 vs 多度津FC（ベストアメニティスタジアム）
- Jリーグ初出場 - 2019年3月2日 J1リーグ第2節 vsヴィッセル神戸（ノエビアスタジアム神戸）
- Jリーグ初得点 - 2024年3月16日 J1リーグ第4節 vsFC東京（ベスト電器スタジアム）

## 代表歴
- U-17日本代表
  - チェコ遠征 (2018年)
- U-18日本代表
  - スペイン遠征 (2019年)
  - AFC U-19選手権2020・予選 （2019年）
- U-21日本代表
  - AFC U23アジアカップ （2022年）
- U-22日本代表
  - トゥーロン国際大会 （2019年）
  - キリンチャレンジカップ（2019年）
  - AFC U23アジアカップ・予選 （2021年）
  - 欧州遠征（2023年）
  - アジア競技大会サッカー競技 （2023年）
- 日本代表 (2022)